# 萊茵埃克

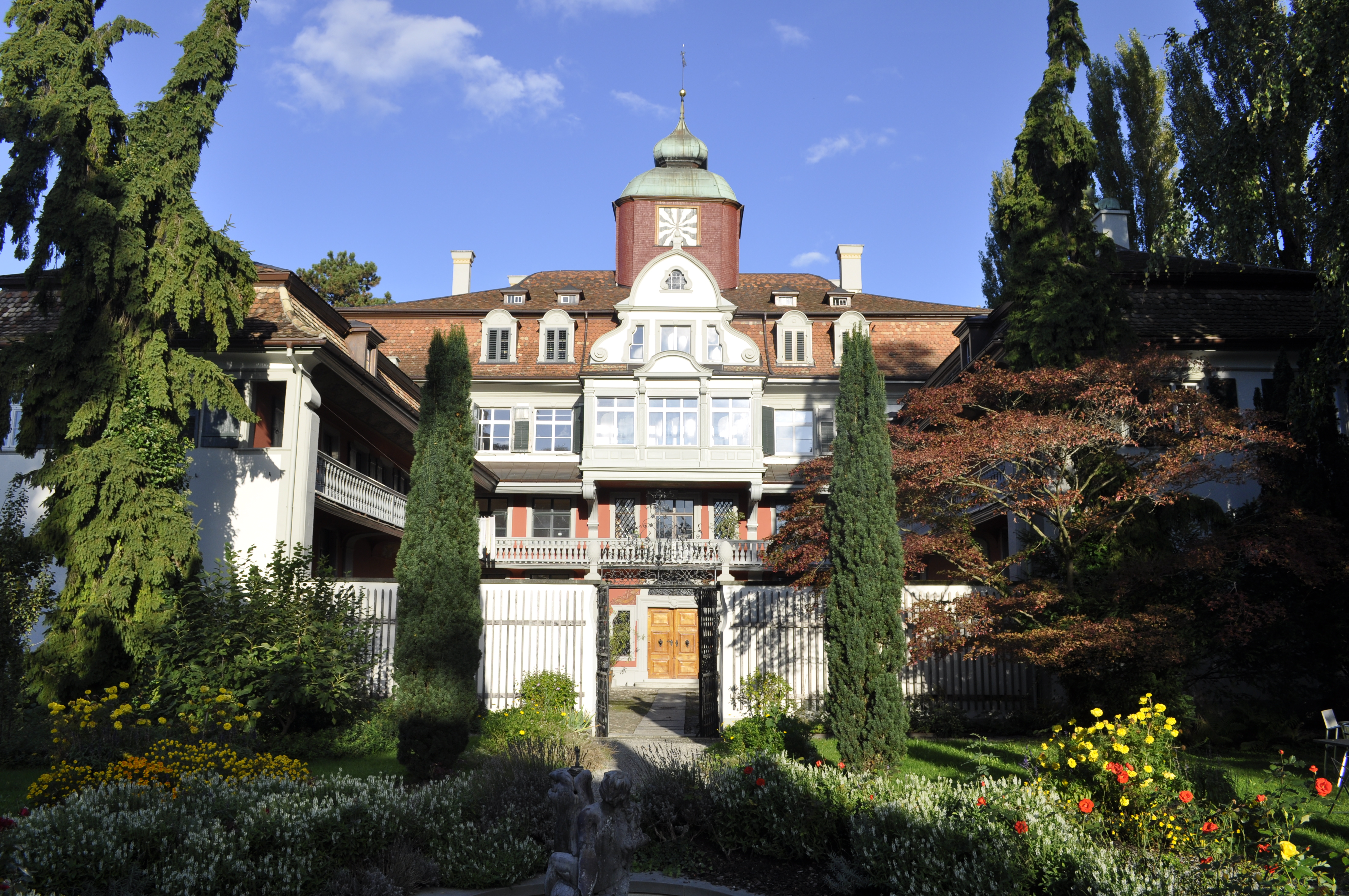

萊茵埃克（德语：Rheineck）是瑞士的城鎮，位於該國東北部，由聖加侖州負責管轄，面積2.21平方公里，海拔高度400米，2011年人口3,312，其中四成居民信奉羅馬天主教。

## 外部連結
- Rheineck Online Official website （德文）